# 颱風安珀
颱風安珀（國際編號：9716，臺灣編號：9717）為1997年太平洋颱風季的熱帶氣旋之一。

## 氣象歷史
安珀於菲律賓呂宋島東方海面形成後即以西北西後轉西北方向前進，於8月29日03時50分左右在台灣花蓮縣豐濱鄉登陸後，強度減弱，繼續以西北方向前進，於8月29日20時左右由馬祖列島附近登陸中國福建省福州市平潭縣。

## 影響

### 台灣
- 當地評定巔峰強度分級：（CWB）
- 當地評定最大持續風速：48每秒（93節；170每小時）（十分鐘）
- 當地發布之颱風警報：海上陸上颱風警報

台灣公路多處坍方，鐵、公路及航空部份交通中斷。花蓮縣、台東縣及宜蘭縣的農業損失嚴重，農業總損失14.6億。全台灣共有1人失蹤，房屋半倒26間。以花蓮縣災情最為嚴重。

## 熱帶氣旋警告使用記錄

### 臺灣
| 中央氣象局 颱風警報 | 中央氣象局 颱風警報 | 中央氣象局 颱風警報 |
| ------------------- | ------------------- | ------------------- |
| 上一熱帶氣旋        | 海上颱風警報        | 下一熱帶氣旋        |
| 強烈颱風溫妮        | 海上颱風警報        | 輕度颱風卡絲        |
| 強烈颱風溫妮        | 陸上颱風警報        | 輕度颱風卡絲        |